# Xiangshan (sockenhuvudort i Kina, Jiangsu Sheng, lat 31,23, long 120,40)
Xiangshan (kinesiska: 香山, 香山街道) är en sockenhuvudort i Kina. Den ligger i provinsen Jiangsu, i den östra delen av landet, omkring 180 kilometer sydost om provinshuvudstaden Nanjing. Antalet invånare är 23 939. Befolkningen består av 11 623 kvinnor och 12 316 män. Barn under 15 år utgör 10,0 %, vuxna 15-64 år 78 %, och äldre över 65 år 11,0 %.
Runt Xiangshan är det tätbefolkat, med 286 invånare per kvadratkilometer. Närmaste större samhälle är Xukou, 7,5 km öster om Xiangshan. 
Genomsnittlig årsnederbörd är 1 613 millimeter. Den regnigaste månaden är augusti, med i genomsnitt 234 mm nederbörd, och den torraste är januari, med 55 mm nederbörd.